# Protest the Hero
Protest the Hero (skracane do PTH lub Protest) – kanadyjski zespół wykonujący szeroko pojętą muzykę rockową. Założony w roku 1999, początkowo pod nazwą Happy Go Lucky. Już jako Protest the Hero nagrali początkowo w 2003 roku EP A Calculated Use of Sound, a następnie w 2005 pierwszy longplay – Kezia, wydany przez niezależną wytwórnię Underground Operations. 23 stycznia 2006 roku zespół podpisał kontrakt z amerykańską wytwórnią Vagrant Records, dzięki czemu 4 kwietnia tego roku Kezia pojawiła się w sprzedaży w USA. Ich drugi album, Fortress wyciekł do sieci 22 stycznia 2008 roku, a oficjalnie wydany został 29 stycznia przez Underground Operations w Kanadzie oraz przez Vagrant records na całym świecie.

## Dyskografia

### Albumy
| 2005                           | Kezia - Data: 30 sierpnia 2005 - Wydawca: Underground Operations    | —  | —  | —  | — |
| 2008                           | Fortress - Data: 29 stycznia 2008 - Wydawca: Underground Operations | 95 | 24 | 10 | 1 |
| 2011                           | Scurrilous - Data: 22 marca 2011 - Wydawca: Underground Operations  | 81 | 20 | 12 | 8 |
| 2013                           | Volition - Data: 29 października 2013 - Wydawca: Razor & Tie        | 20 | 7  | 1  | 7 |
| "—" pozycja nie była notowana. |                                                                     |    |    |    |   |

### Albumy koncertowe
| Rok  | Tytuł                                                                             | Pozycja na liście |
| Rok  | Tytuł                                                                             | US Ind            |
| ---- | --------------------------------------------------------------------------------- | ----------------- |
| 2009 | Gallop Meets the Earth - Data: 29 września 2009 - Wydawca: Underground Operations | 47                |

### Minialbumy
| Rok  | Tytuł                                                                           |
| ---- | ------------------------------------------------------------------------------- |
| 2002 | Search for the Truth 7" - Data: czerwiec 2002 - Wydawca: Underground Operations |
| 2003 | A Calculated Use of Sound - Data: 1 maja 2003 - Wydawca: Underground Operations |

## Nagrody i wyróżnienia
| Rok  | Kategoria                          | Tytułem          | Nagroda                     | Nota      | Źródło |
| ---- | ---------------------------------- | ---------------- | --------------------------- | --------- | ------ |
| 2009 | Most Viral Video                   | Protest the Hero | Revolver Golden Gods Awards | Laur      | [ 7 ]  |
| 2013 | Metal/Hard Music Album Of The Year | Volition         | Nagroda Juno                | Nominacja | [ 8 ]  |
| 2015 | Best Drummer                       | Chris Adler      | Revolver Golden Gods Awards | Nominacja | [ 9 ]  |